# Висока спортска и здравствена школа Београд
Висока спортска и здравствена школа Београд једна је од приватних високих школа у Београду. Налази се у улици Тоше Јовановића 11.

## Историјат
Висока спортска и здравствена школа Београд је основана на иницијативу професора Факултета спорта и физичког васпитања Универзитета у Београду и Новом Саду под називом Виша школа за спортске тренере 1997. године. Школовање је трајало две године, а постојао је један студијски програм – Спортски тренер за фудбал, кошарку, рукомет, одбојку, пливање и ватерполо, атлетику, тенис, стрељаштво, спортску рекреацију и борилачке спортове. Године 2000. је основан студијски програм Спортски менаџмент, а 2001. Спортски физиотерапеут. У сарадњи са Фудбалским савезом Србије и Црне Горе 2002. је основан Центар за школовање и едукацију фудбалских тренера. Године 2005. су увели трогодишње студије, а у своје наставне планове и програме су почели да имплементирају бодовни систем. Од тада, у оквиру школе, постоји Фитнес центар Maximus у којем се реализује практична настава на студијском програму Спортски тренер. Назив су 2007. променили у Висока школа за спорт струковних студија, убрзо су добили акредитацију. Према оцени Комисије за акредитацију и проверу квалитета проглашени су за једну од најбољих приватних високошколских установа која је у потпуности задовољила све захтеване стандарде квалитета. Године 2009. су поново променили назив у Висока спортска и здравствена школа струковних студија, стекавши тако право на школовање кадрова који ће радити у здравству. Започели су са студијама другог степена образовања на специјалистичким струковним студијама на студијском програму Спортски тренер специјалиста. Увели су студијски програм Струковни физиотерапеут 2010. и Струковна медицинска сестра 2016. године. Били су издавач стручног часописа „Нова спортска пракса”, који је 2009. прерастао у научни часопис и променио назив у „Спорт – наука и пракса” који се публикује двојезично, на српском и енглеском језику. Од 2013. се налази на листи научних часописа Министарства просвете, науке и технолошког развоја Републике Србије, у области спорта. Од 2016. организују међународну научну конференцију „Спорт, рекреација, здравље”. Неки од њихових бивших студената су Ивана Максимовић, Марко Пантелић, Жикица Милосављевић, Мирослав Радуљица, Бобан Марјановић, Владимир Штимац, Марко Николић, Драгутин Топић, Ненад Беђик, Миленко Себић, Драженко Митровић, Драгољуб Видачић, Младен Шекуларац, Иван Лапчевић, Љиљана Марковић, Невена Јовановић, Милош Зарић, Ивона Јерковић, Мара Ковачевић и други. Садрже смерове Спортски тренер, Спортски менаџмент, Струковни физиотерапеут и Струковна медицинска сестра.